# ABCラジオパラダイス
ABCラジオパラダイス（エービーシーラジオパラダイス）は朝日放送ラジオ（ABCラジオ）のラジオ番組。1990年10月 - 1992年12月まで放送。

## 概要
パーソナリティの一部は前番組『ABCラジオシティ』から続投。開始当初は「今夜もDO-DA！」（こんやもドーダ）のサブタイトルが付いていた。当番組のパーソナリティを務めた大竹まこと、圭・修、ちわきまゆみ、久本雅美、越前屋俵太、浅草キッドは『オールナイトニッポン』（ニッポン放送）のパーソナリティを過去に務めた経験がある。
1991年10月より、『ABCミュージックパラダイス』を月曜日 - 金曜日 22:00 - 25:00に開始したことに伴い、『スーパーギャング』（TBSラジオ）のネットを打ち切り、その後の月曜日 - 木曜日 25:00 - 27:00に放送枠を移動。金曜日は『ABCキャンパスステーション 〜金曜日のタマゴたちへ〜』を開始した。
番組予算の縮小に伴い、水曜日パーソナリティのちわきまゆみを除いて、東京在住のパーソナリティは1992年9月で降板。同年10月からは関西在住のパーソナリティによる放送となる。当時は東京進出前で、現在は裏番組の『ナインティナインのオールナイトニッポン』を担当しているナインティナインが金曜日のパーソナリティを務めたが後述の理由により、僅か 3か月の出演となった。

## 番組終了の経緯
当番組はコストを削減した形での番組制作に移行したが、1992年9月に発覚した朝日放送テレビ（ABCテレビ）のドキュメンタリー番組『素敵にドキュメント』やらせ事件で巨額の損失が発生したため、ラジオ部門は制作費の大幅な削減を迫られた。コストの掛かる平日深夜のラジオ番組であったことから同年12月で打ち切られた。
後番組『ウシミツリクエストABC』はコストを極限まで削減。パーソナリティ 1人が担当する録音番組となった。

## パーソナリティ

### 1990年10月 - 1991年10月
- 月曜日：大竹まこと、小林千絵、ラッシャー板前
- 火曜日：圭・修
- 水曜日：竹内義和、ちわきまゆみ
- 木曜日：槍魔栗三助（現・生瀬勝久）、久本雅美、ローリー寺西
- 金曜日：ハイヒールリンゴ、大川豊、越前屋俵太

※大竹と生瀬は1991年10月から『ABCミュージックパラダイス』のパーソナリティを務めた（大竹は金曜に移動）。

### 1991年10月 - 1992年9月
- 月曜日：圭・修
- 火曜日：浅草キッド、シンデレラエキスプレス
- 水曜日：竹内義和、ちわきまゆみ
- 木曜日：越前屋俵太、平智之（前期）

### 1992年10月〜1992年12月
- 月曜日：圭・修
- 火曜日：竹井輝彦、シンデレラエキスプレス
- 水曜日：竹内義和、ちわきまゆみ
- 木曜日：鳥木千鶴（ABCアナウンサー(当時)）、ナインティナイン、片山淳子

## コーナー

### 1990年10月 - 1991年10月
- メディアでポン（月曜 - 金曜）
- テレッカー天国（月曜 - 金曜）
- TOSHIのXハラスメント（ニッポン放送 制作、月曜 - 金曜 22時45分 - 22時55分。1990年10月 - 1991年2月）
- ウッチャンナンチャンのラジオな奴ら（ニッポン放送 制作、月曜 - 金曜 22時45分 - 22時55分。1991年3月 - 10月）[3]
- 朝日新聞ニュース（月曜 - 金曜 22時55分 - 22時58分、24時 - 24時05分）
- 天気予報（月曜 - 金曜 22時58分 - 23時）
- OH! ZIPANGLE（文化放送 制作、月曜 - 金曜 23時 - 23時30分。1990年10月 - 1991年4月）
- MOONLIGHT 抱きしめて!!（文化放送 制作、月曜 - 金曜 23時 - 23時30分。1991年4月 - 10月）